# El Manzano, Tabasco
El Manzano är en ort i Mexiko.   Den ligger i kommunen Centro och delstaten Tabasco, i den sydöstra delen av landet, 700 km öster om huvudstaden Mexico City. El Manzano ligger 24 meter över havet och antalet invånare är 183.
Terrängen runt El Manzano är mycket platt. Runt El Manzano är det tätbefolkat, med 308 invånare per kvadratkilometer. Närmaste större samhälle är Villahermosa, 14,7 km norr om El Manzano. Trakten runt El Manzano består till största delen av jordbruksmark.